# ماريا لويزا ميندونسا
ماريا لويزا ميندونسا (30 يناير 1970 في ريو دي جانيرو، البرازيل) هي ممثلة ومخرجة ومقدمة برامج برازيلية. اشتهرت بشخصياتها المعقدة والدرامية، وأصبحت واحدة من أشهر الممثلات البرازيليات. حازت على العديد من الجوائز، بما في ذلك جائزة جمعية ساو باولو لنقاد الفن، وجائزة غواراني للسينما البرازيلية، وجائزتي الجودة البرازيلية، وجائزة شل، بالإضافة إلى تلقيه ترشيحات لثلاث جوائز غراندز أوتيلو وجوائز كوندور دي بلاتا.

## فيلموغرافيا
- ولدت من جديد (1993)
- انفجار كوراساو (1995)
- الجسم الذهبي (1998)
- قلب أحمق (1998)
- الجدار (2000)
- المريميات الثلاث (2002)
- كارانديرو (2003)
- قلب واحد (2004)
- سيدة القدر (2004)
- ماندريك (2005)
- أريد (2007)
- المرأة الخفية (2009)
- عيش الحياة (2009)
- رجل المستقبل (2011)
- جلسة العلاج (2012)
- ما وراء الأفق (2013)

## روابط خارجية
- ماريا لويزا ميندونسا في قاعدة بيانات الأفلام على الإنترنت